# ISO 3166-2:GL
Kódy ISO 3166-2 pro Grónsko identifikují 5 krajů (stav v roce 2018).

## Přehled kódů
```
GL-AV 
Avannaata
 
GL-KU 
Kujalleq
	
GL-SM 
Sermersooq
		
GL-QT 
Qeqertalik
 		
GL-QE 
Qeqqata
```